# Delias sphenodiscus
Delias sphenodiscus is een vlindersoort uit de familie van de Pieridae (witjes), onderfamilie Pierinae.
Delias sphenodiscus werd in 1955 beschreven door Roepke.